# Harry Crécy Yarrow
Pour les articles homonymes, voir Crécy.
Henry (ou Harry) Crècy Yarrow est un médecin et un naturaliste américain, né le 19 novembre 1840 à Philadelphie et mort en 1929.

## Biographie
Il fait ses études en Pennsylvanie et à Genève. Il obtient un doctorat en médecine à l'université d'État de Pennsylvanie en 1861. Il sert deux ans dans l'armée américaine, comme chirurgien-assistant au 5e de cavalerie.
Il quitte l'armée en 1862 et travaille à l'hôpital de Philadelphie. En 1866, il doit affronter une grave épidémie de choléra à Atlanta, puis à Savanna. En 1867, il se rend à Fort Wood pour y soigner également une épidémie de choléra.
En 1871, il travaille à Baltimore puis participe, jusqu'en 1876, comme médecin et naturaliste à l'expédition de George Montague Wheeler (1842-1888) à l'ouest du 100e parallèle. Après celle-ci, il officie dans l'armée américaine jusqu'en 1891.
Dans les années 1903-1906, il devient conservateur du département des reptiles à la Smithsonian Institution. Après la Première Guerre mondiale, il se retire définitivement de l'armée avec le grade de lieutenant-colonel.
Edward Drinker Cope (1840-1897) lui dédie Sceloporus jarrovii en 1875.